# Белорощинский
Белорощинский — упразднённый посёлок в Барабинском районе Новосибирской области. На момент упразднения входил в состав Межозерного сельсовета. Исключен из учётных данных в 1983 году.

## География
Посёлок располагался в центральной части района, в 6 км к северо-востоку от поселка Дунаевка.

## История
В 1976 г. Указом президиума ВС РСФСР посёлок фермы № 5 совхоза «Новоспасский» переименован в посёлок Белорощинский.
Решением Новосибирского облисполкома от 25.07.1985 г. № 749 посёлок Белорощинский исключен из учётных данных в связи с выездом населения.

## Инфраструктура
Основа экономики — сельское хозяйство .